# Vsmart Aris Pro
Vsmart Aris Pro là mẫu điện thoại di động thông minh cao cấp chạy hệ điều hành vos phát triển từ nền tảng  Android 11 của google. Vsmart Aris Pro là mẫu điện thoại di động đầu tiên của Việt Nam có hỗ trợ công nghệ 5G cùng thiết kế camera ẩn dưới màn hình (CUD).
Vsmart Aris Pro được trang bị chip bảo mật lượng tử Quantum QRNG từ ID Quantique (Thụy Sĩ), sinh số ngẫu nhiên bằng hiệu ứng lượng tử, theo tiêu chuẩn xác thực FIDO2. Được giới thiệu ra thị trường ngày 20 tháng 9 năm 2020 cùng mẫu rút gọn Vsmart Aris, đây là mẫu smartphone thứ 15 và 16 của VinSmart tới tay người tiêu dùng Việt Nam. Sau mẫu ZTE Axon 20 5G, Vsmart Aris Pro trở thành smartphone thương mại thứ 2 trên thế giới sở hữu thiết kế camera trước ẩn dưới màn hình, điều mà các mẫu điện thoại cùng thời phải sử dụng phần khoét tai thỏ, giọt nước hoặc nốt ruồi để chứa camera trước. Xiaomi, Vivo và Oppo cùng từng giới thiệu concept về những chiếc điện thoại chứa công nghệ này, tuy nhiên chưa được ra mắt chính thức.
Bộ đôi Vsmart Aris bắt đầu nhận đặt hàng từ 20 tháng 9 năm 2020 với giá bán bản Pro cao hơn bản thường.
Vsmart Aris Pro đã đạt giải Điện thoại dẫn đầu trào lưu công nghệ tại Tech Awards 2020.

## Thiết kế
Vsmart Aris Pro sở hữu màn hình AMOLED 6.39" FullHD+ tỉ lệ 19.5:9 với camera đặt chính giữa gần loa thoại phía trên. Ở chế độ bình thường, camera trước được ẩn đi cho màn hình không khoét toàn vẹn. Chi khi sử dụng camera selfie thì phần màn hình mới mờ đi để cho cảm biến nhận ánh sáng. Mặt lưng sau chứa cụm camera vuông 4 ống kính đặt ở giữa, đèn flash nằm ngang phía dưới cụm camera.
Vsmart Aris có kích thước và cấu hình tương đương, nhưng camera trước được để dưới dạng khoét giọt nước tương tự các mẫu smartphone Android trên thị trường.

## Cấu hình
| Thông số kỹ thuật | | |
|                   | Vsmart Aris | Vsmart Aris Pro |
| Màn hình          | AMOLED 6.39" FullHD+ 19.5:9 Màn hình giọt nước | AMOLED 6.39" FullHD+ 19.5:9 Màn hình camera ẩn (CUD) |
| CPU               | Qualcomm Snapdragon 730 8 nhân KryoTM 470 (tối đa 2.2 GHz) | Qualcomm Snapdragon 730 8 nhân KryoTM 470 (tối đa 2.2 GHz) |
| RAM               | 6GB/8GB | 8GB |
| ROM               | 64GB/128GB | 128GB |
| Thẻ nhớ           | Không hỗ trợ | Không hỗ trợ |
| Màu sắc           | Xám nhật thực, Lục cực quang, Lam thủy triều | Xám nhật thực, Lục cực quang, Đồng tân tinh |
| Camera trước      | 20 MP f2.2 | Camera ẩn dưới màn hình 20MP f2.2, công nghệ xử lý hình ảnh AI VCam Kristal |
| Camera sau        | 64MP F1.89 camera chụp đêm, 8MP F2.2 camera góc rộng, 8MP F2.4 camera chụp xa 2x, 2MP F2.4 camera macro AI beauty/Camera góc rộng/Chế độ chụp thiếu sáng/Chế độ chân dung /Camera chụp macro/Chế độ chụp đêm/Quay video chân dung/Quay chậm Slowmotion, quay nhanh Fastmotion | 64MP F1.89 camera chụp đêm, 8MP F2.2 camera góc rộng, 8MP F2.4 camera chụp xa 2x, 2MP F2.4 camera macro AI beauty/Camera góc rộng/Chế độ chụp thiếu sáng/Chế độ chân dung /Camera chụp macro/Chế độ chụp đêm/Quay video chân dung/Quay chậm Slowmotion, quay nhanh Fastmotion |
| Pin               | 4.000 mAh, Sạc nhanh QuickCharge 3.0 18W | 4.000 mAh, Sạc nhanh QuickCharge 3.0 18W |

## Phần mềm và miếng dán khử trùng
Khi mua Vsmart Aris và Vsmart Aris Pro, khách hàng sẽ được tặng kèm 1 miếng dán bảo vệ màn hình có khả năng giảm lây nhiễm virus, kể cả Virus corona. Miếng dán này được chứng nhận bởi phòng thí nghiệm BioScience (Mỹ), Đại học Quốc gia Singapore (NUS) và NBC Meshtecz Nhật Bản. Ngoài ra điện thoại còn được cài thêm ứng dụng DrAid, do Công ty VinBrain (Tập đoàn Vingroup), hỗ trợ chẩn đoán các bệnh về phổi, tim và xương dựa trên X-quang.

## Đánh giá
Với Aris Pro, VinSmart đã trở thành một trong số những hãng đầu tiên trên thế giới ứng dụng thành công công nghệ camera ẩn dưới màn hình. Với công nghệ này, màn hình ngoài việc phải hiển thị điểm ảnh, còn phải đóng vai trò là một tấm kính trong suốt để ánh sáng dễ dàng lọt qua tới camera. Viện Nghiên cứu Trí tuệ nhân tạo VinAI Research (thuộc Tập đoàn Vingroup) đã phát triển công nghệ AI xử lý hình ảnh VCam Kristal dành riêng cho camera ẩn dưới màn hình. Bằng cách kết hợp các thuật toán và mô hình AI trong thị giác máy tính, nhiếp ảnh điện toán và kiến trúc mạng nơ-ron, ứng dụng VCam Kristal cho phép loại bỏ được các hiện tượng ảnh mờ, thiếu, nhiễu và loé sáng... tạo ra những bức ảnh selfie sắc nét và đồng thời cải thiện những nhược điểm của camera ẩn dưới màn hình. Điểm số Geekbench của Vsmart Aris Pro tính đến ngày 21/9/2020 là 610, 605, 609 cho đơn nhân và 1924, 1864, 1898 cho đa nhân. Tại cuộc thi công nghệ Tech Awards 2020, Vsmart Aris Pro được vinh danh là điện thoại dẫn đầu trào lưu công nghệ.

## Hình ảnh

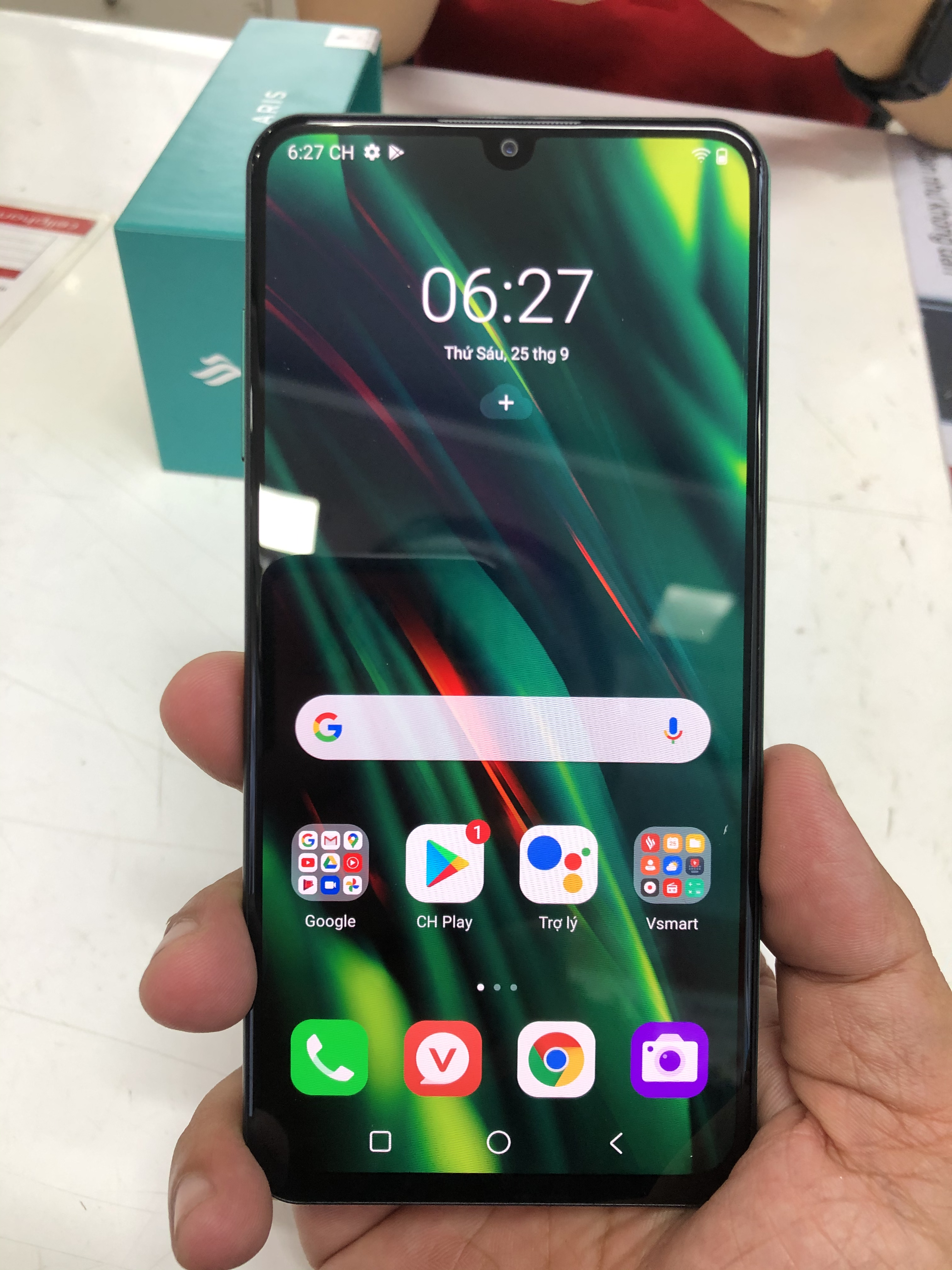
Màn hình Vsmart Aris dạng giọt nước
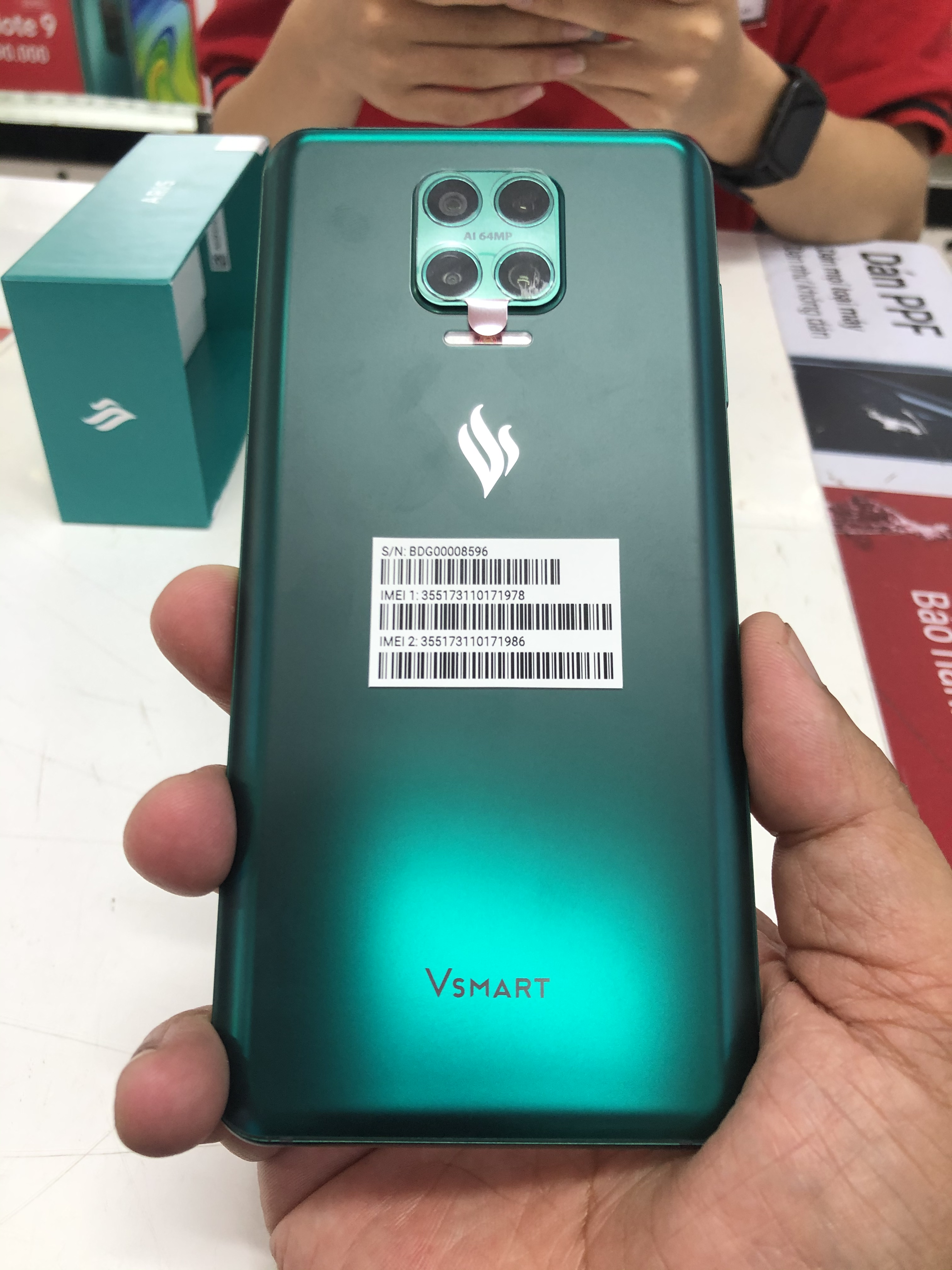
Mặt lưng Vsmart Aris
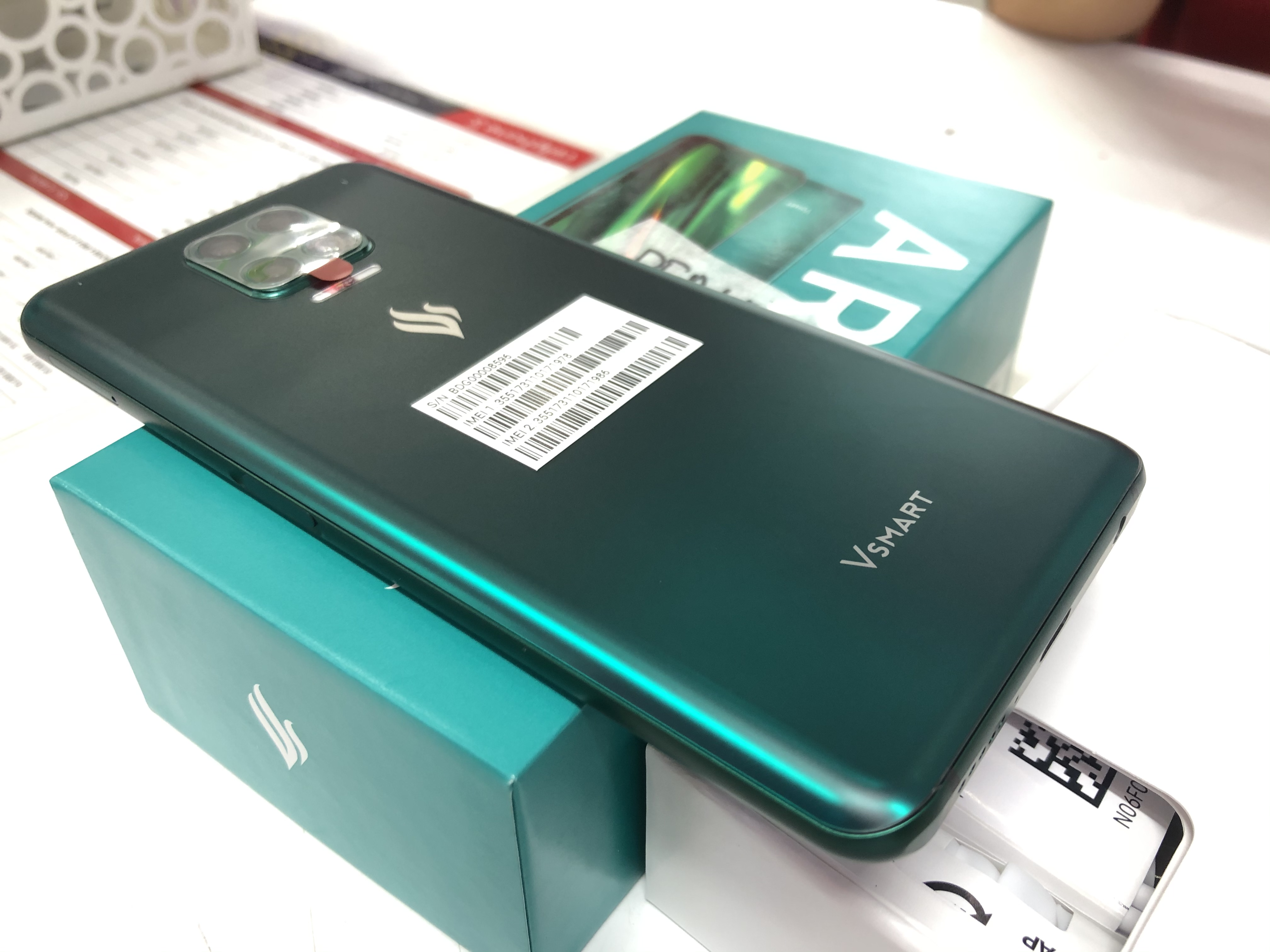
Vsmart Aris và hộp